# 松浦周太郎

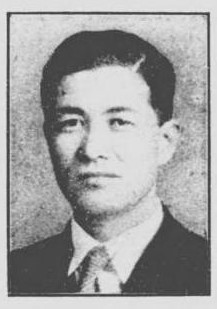
松浦周太郎

松浦 周太郎（まつうら しゅうたろう、1896年5月2日 - 1980年6月8日）は、日本の昭和期の政治家。労働大臣・運輸大臣。北海道美深町名誉町民（1964年）。妻は同町の児童養護施設・社会福祉法人美深育成園の創立者である松浦カツ。

## 来歴・人物
北海道渡島支庁茅部郡落部村（現・二海郡八雲町）野田生の開拓農家の長男として生まれる。父・増太郎は愛知県の人で、濃尾地震（1891年）で耕地を失い、翌1892年、八雲徳川農場で小作人として働くために渡道してきていた。
1909年4月、現在の美深町紋穂内に移住、恩根内第一尋常小学校を卒業後は家業の農作業に従事し、また中学講義録を取り寄せ独学していた。一時期、胃を痛めて東京の長与胃腸病院に入院し、夏目漱石と病室を共にしたことがある。
1920年、キリスト教に入信。翌1921年には木材会社を設立し軌道に乗せ、後の天塩川木材工業となる（1997年11月倒産）。1922年に藤原カツと結婚、美深町議（1929年）、北海道議（1932年）を経て、1937年、立憲民政党から旧北海道2区にて第20回衆議院議員総選挙に立候補し初当選。以後当選12回。民政党では鶴見祐輔の片腕的存在となる。戦後、中村梅吉・犬養健・小泉純也・野田武夫らと若手議員主体の「新日本建設調査会」を結成するが、後に日本進歩党結成に合流する。1945年幣原内閣で外務参与官を務めた後、公職追放される。
追放解除後は民政旧友会・新政クラブを経て、1952年、改進党から中央政界に復帰し、同党副幹事長となる。保守合同後は松村・三木派に所属し、鶴見祐輔・松村謙三・粟山博・小山邦太郎・中村三之丞・川崎末五郎らとともに旧民政党系左派の長老として重きをなす。1956年、石橋内閣で労働大臣、1964年、第3次池田内閣改造内閣で運輸大臣として入閣する。1976年、政界を引退、その後は美深町の自宅でカツ夫人、長男らと余生を過ごす。地盤は川田正則が継承した。
国鉄美幸線の敷設促進にも寄与した。1964年、美深町名誉町民、1972年、勲一等旭日大綬章受章。
キリスト教精神に基づく人道主義で人生を貫き、1980年6月8日14時25分、美深町若松町の自宅で老衰により84歳にて死去。

## 栄典
- 1966年（昭和41年）11月3日 - 勲一等瑞宝章[7]
- 1972年（昭和47年）11月3日 - 勲一等旭日大綬章[6]